# Hyaena hyaena
La hiena rayada (Hyaena hyaena) es una especie de mamífero carnívoro de la familia Hyaenidae. Es uno de los miembros más extendidos de su familia. Se distribuye por buena parte de África, Oriente Medio (incluyendo el sur de Turquía), Pakistán y algunas zonas de India. En Europa está extinta. No se reconocen subespecies.

## Características
Es la más pequeña de las tres especies de la subfamilia familia Hyaeninae, con una longitud entre el hocico y la cola de 1 a 1,15 m. La cola mide otros 30 a 40 cm. Tiene una altura media de 66 a 75 cm al hombro y un peso de 26 a 34 kg las hembras y hasta 41 kg los machos.
Su pelaje es marrón grisáceo, con franjas negras diagonales en las patas y verticales en los costados.
Sus crines oscuras van desde la nuca hasta unirse con su peluda y blanquecina cola; sus cuartos delanteros son un poco más largos que los traseros, sus orejas son grandes y casi siempre están orientadas hacia delante y erectas. Posee unas quijadas muy fuertes que le permiten romper huesos y desgarrar duros pellejos de cadáveres, los cuales son parte importante en su dieta. Forma grupos cuando se reproduce y en otras ocasiones, pero normalmente es solitaria.
Su fórmula dental es: (3/3, 1/1, 4/3, 1/1) x 2 = 34.

## Hábitat y alimentación
Habita sobre todo sabanas y bosques abiertos, en menor medida también puebla desiertos. Se alimenta de comadrejas, roedores, huevos, pájaros, carroña de grandes herbívoros, basura, monos, crías de oveja y otros rumiantes, incluso puede matar presas grandes, como cebras y ñus adultos.

## Relación con otros carnívoros

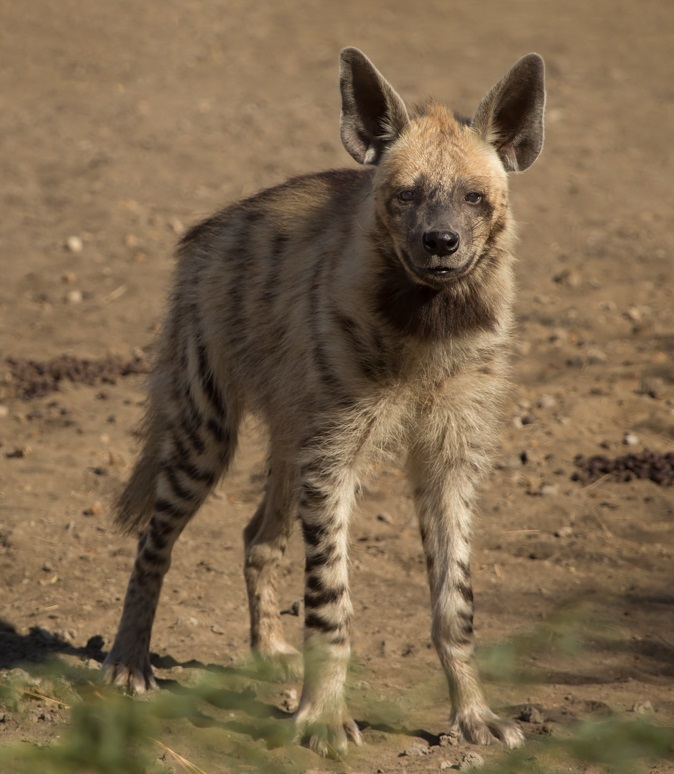
Un espécimen en el parque nacional Blackbuck, Velavadar

Debido a los hábitos a los que acostumbra este animal de saciarse aprovechando las matanzas de otros depredadores es inevitable la confrontación con estos.
Dependiendo de la zona las hienas rayadas pueden encarnizar una batalla con otras especies de hienas, lobos, leones, guepardos y leopardos entre otros, aunque no suelen acabar en muerte. Las hienas rayadas carecen de depredadores naturales, pero por los motivos mencionados en ocasiones mueren en manos de otros carnívoros.